# Willa Baszta w Przegorzałach
Willa Baszta zwana także Odyniec lub Zameczek – zabytkowy budynek znajdujący się w zachodniej części Krakowa, w Dzielnicy VII Zwierzyniec przy ul. Jodłowej 13a, w Przegorzałach.
Zaprojektowana została przez architekta Adolfa Szyszko-Bohusza jako dom własny. Modernistyczny budynek powstał w latach 1928–1929 na parceli, którą kupił w 1916 od bielańskich kamedułów. Było to ok. 9 ha zalesionego wapiennego wzgórza.
Jest to oryginalna budowla, półrotunda, w kształcie nawiązująca do średniowiecznej baszty i utrzymana w tradycji romantycznego historyzmu. Nad portalem willi znajdują się dwa kartusze z herbami. Po lewej stronie znajduje się herb Szyszko-Bohusza Odyniec (stąd jedna z nazw willi), a po prawej herb Korab.
Dom posiadał basen i ogród. Poniżej, przy drodze dojazdowej znajdują się garaże a przy wjeździe do posiadłości, u podnóża wzniesienia znajduje się, zachowana do dzisiaj, stylowa stróżówka.
Zbudowana z wapiennych ciosów na Skale Przegorzalskiej, na południowo-zachodnim skraju Lasu Wolskiego, w Paśmie Sowińca, dominuje nad doliną Wisły. Z tarasu, który znajduje się po zachodniej stronie budynku, roztacza się panorama doliny rzeki, wzgórz Pogórza Wielickiego, a gdy dopisuje pogoda można zobaczyć Tatry.
W 1940 zajęli ją Niemcy i wprowadził się do niej szef dystryktu krakowskiego
Generalnego Gubernatorstwa dr Otto von Wächter. Obok willi w latach 1942–1943 zbudowano okazały gmach - obecnie to Zinar Castle - 5 gwiazdkowy hotel, przed laty zwany Zamkiem w Przegorzałach lub Belwederem (pierwotnie nazwa „Belweder” odnosiła się do willi), a przez Niemców nazywany Schloss Wartenberg (Zamek Strażnica). Budynek, którego budowy nie ukończono, miał być przeznaczony na luksusowe sanatorium dla lotników Luftwaffe, pod koniec wojny mieścił się tutaj szpital. Niemcy nie zdążyli zrealizować planów budowy kolejki linowej do Zameczku.
Pod koniec 1945 rodzina Bohuszów podjęła starania o odzyskanie nieruchomości, bez rezultatu. W 1952 cały kompleks zajął Instytut Badawczy Leśnictwa podlegający Ministerstwu Leśnictwa. W 1973 podjęto decyzję o umieszczeniu tutaj Instytutu Badań Polonijnych UJ, formalnie Instytut powołano do życia w 1976 rozpoczynając równocześnie na zapleczu obu budowli budowę kolejnego gmachu Kolegium Polonijnego im. Kazimierza Pułaskiego zaprojektowanego przez architektów: Tomasza Mańkowskiego i Dariusza Kozłowskiego. Inwestycję ukończono ostatecznie w 1991. Obecnie w budynku mieści się Instytut Europeistyki Uniwersytetu Jagiellońskiego.
Poniżej tych budowli, na stromym wschodnim zboczu znajduje się rezerwat przyrody Skałki Przegorzalskie.

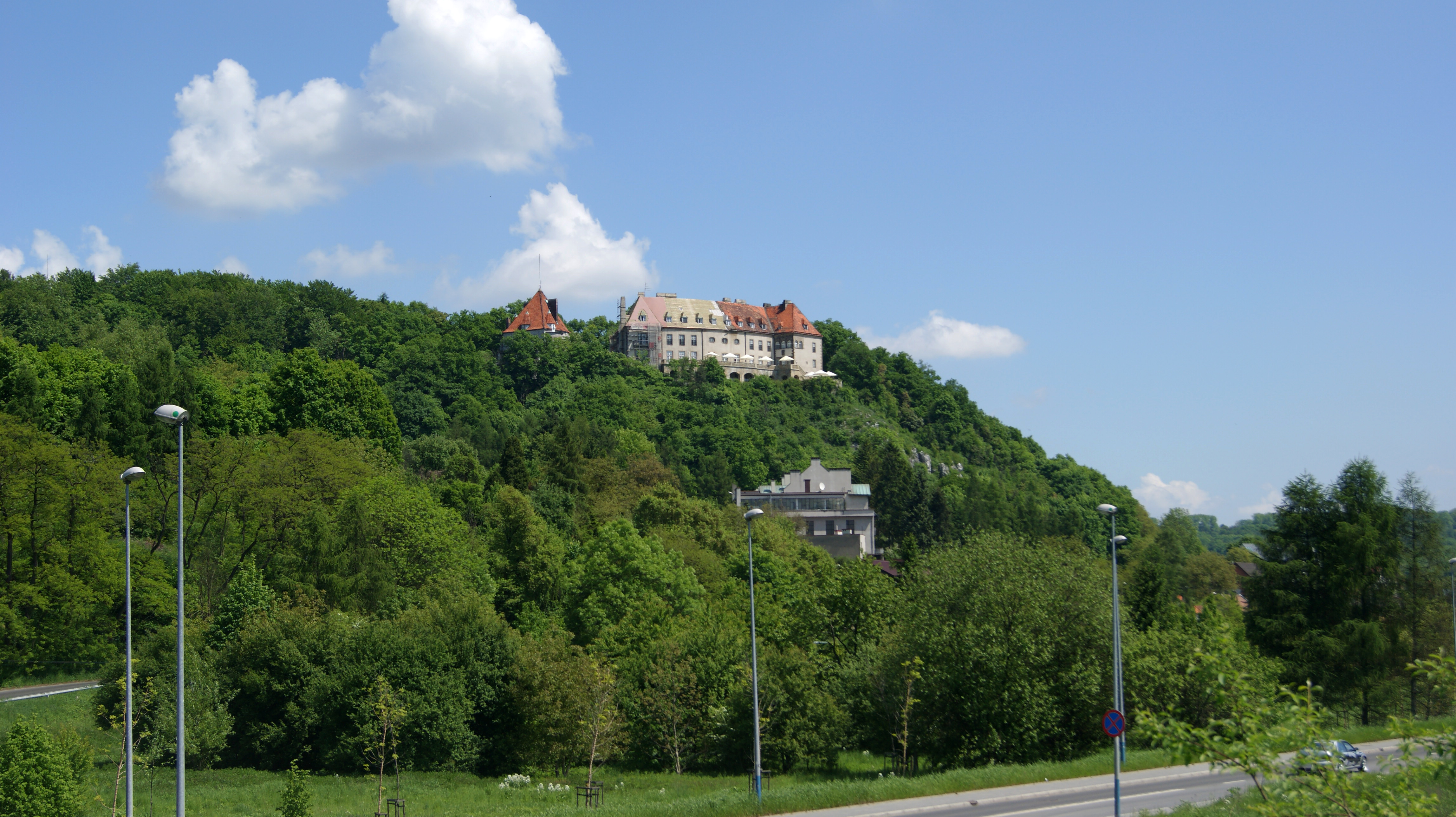
Willa Baszta i Zamek w Przegorzałach. Na pierwszym planie ul. Księcia Józefa.
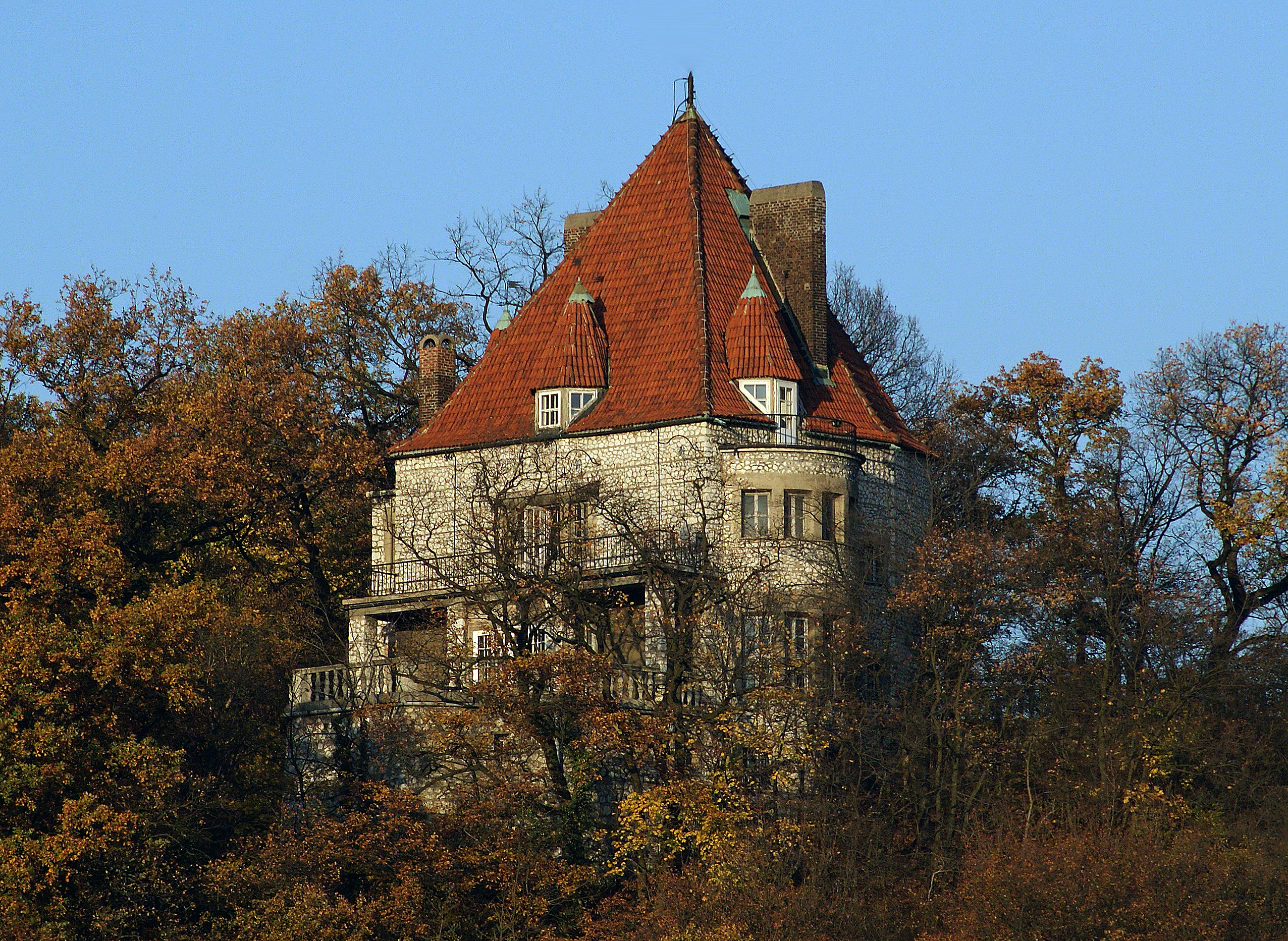
Widok z południowego zachodu.
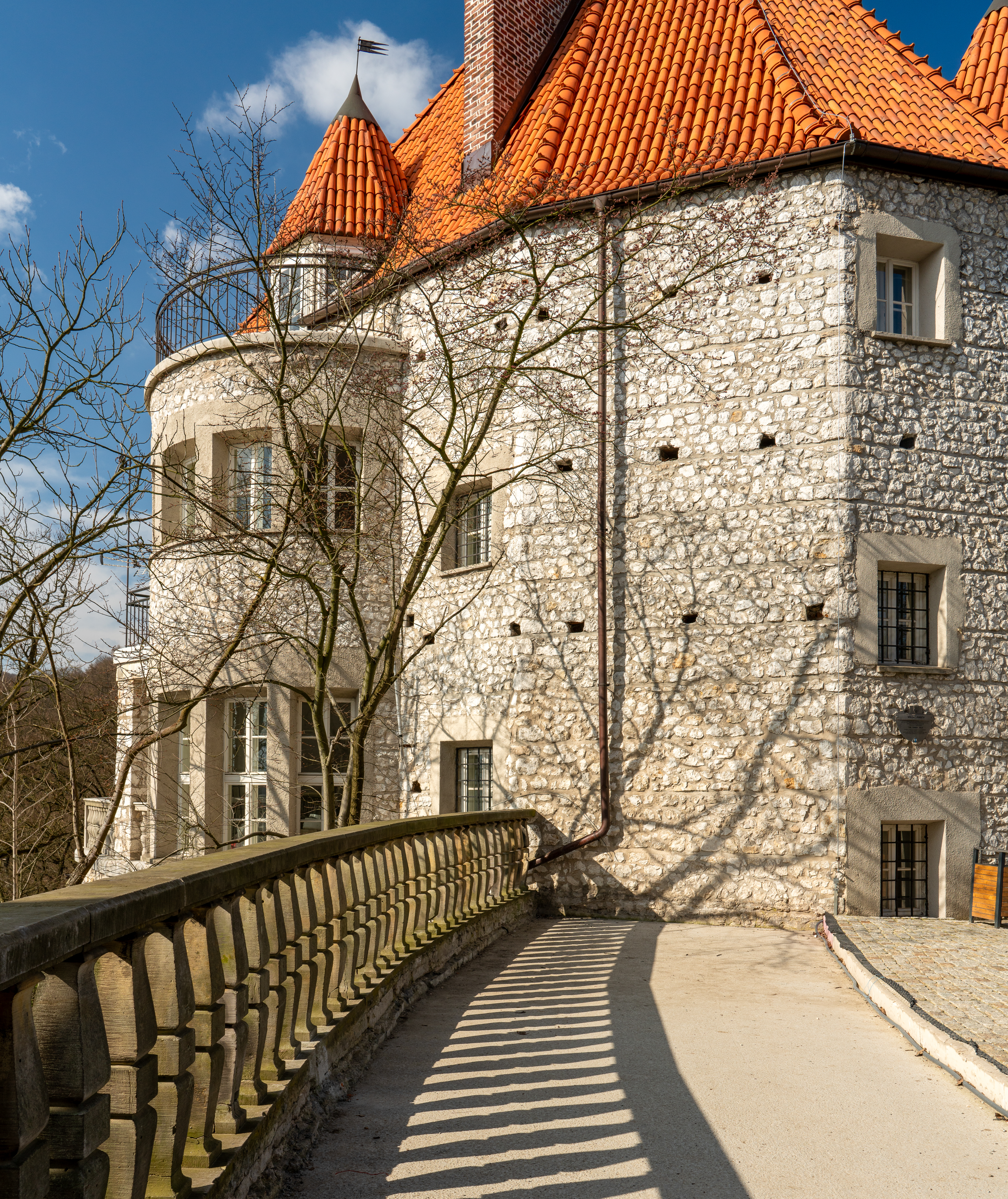
Willa
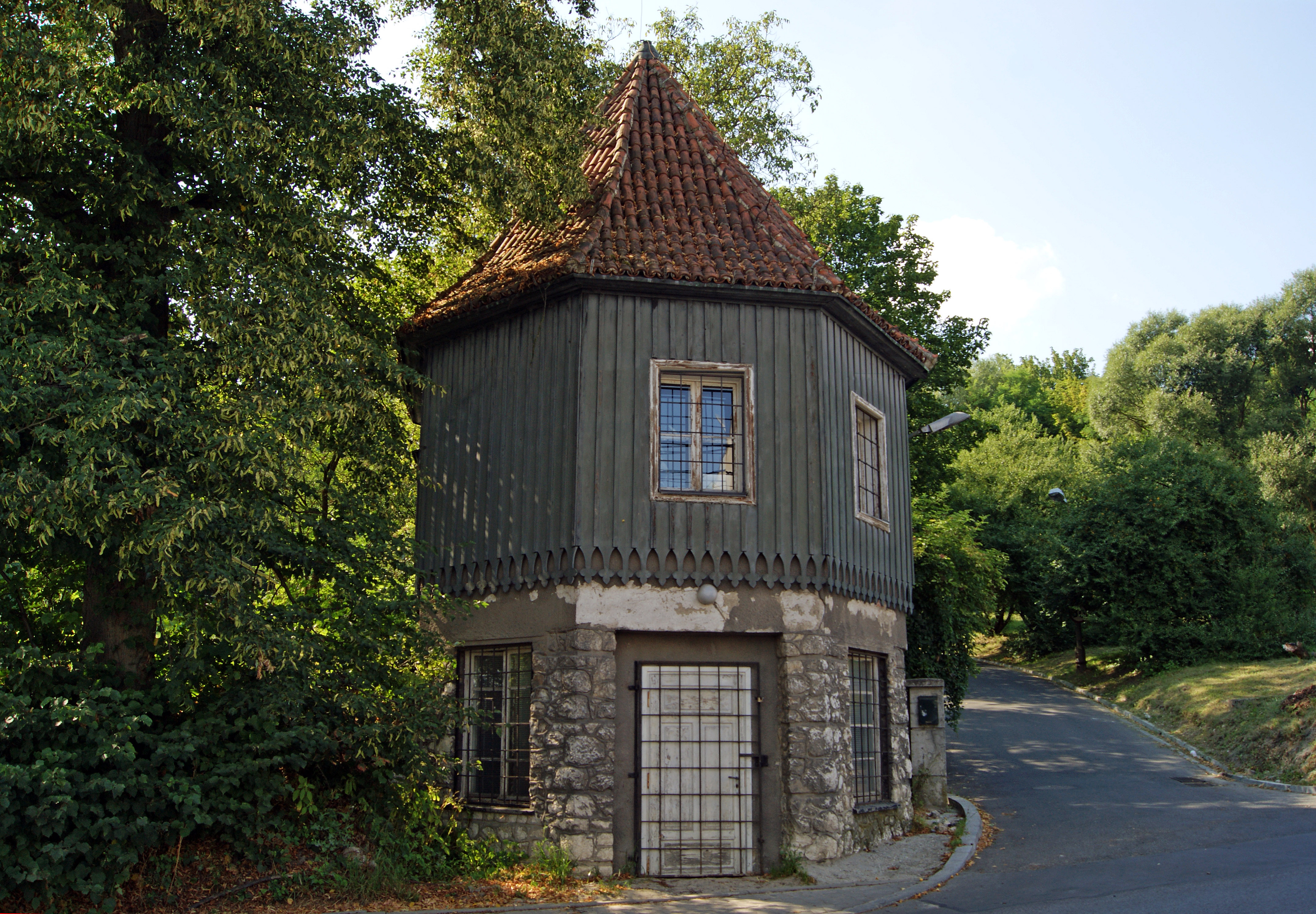
Stróżówka.
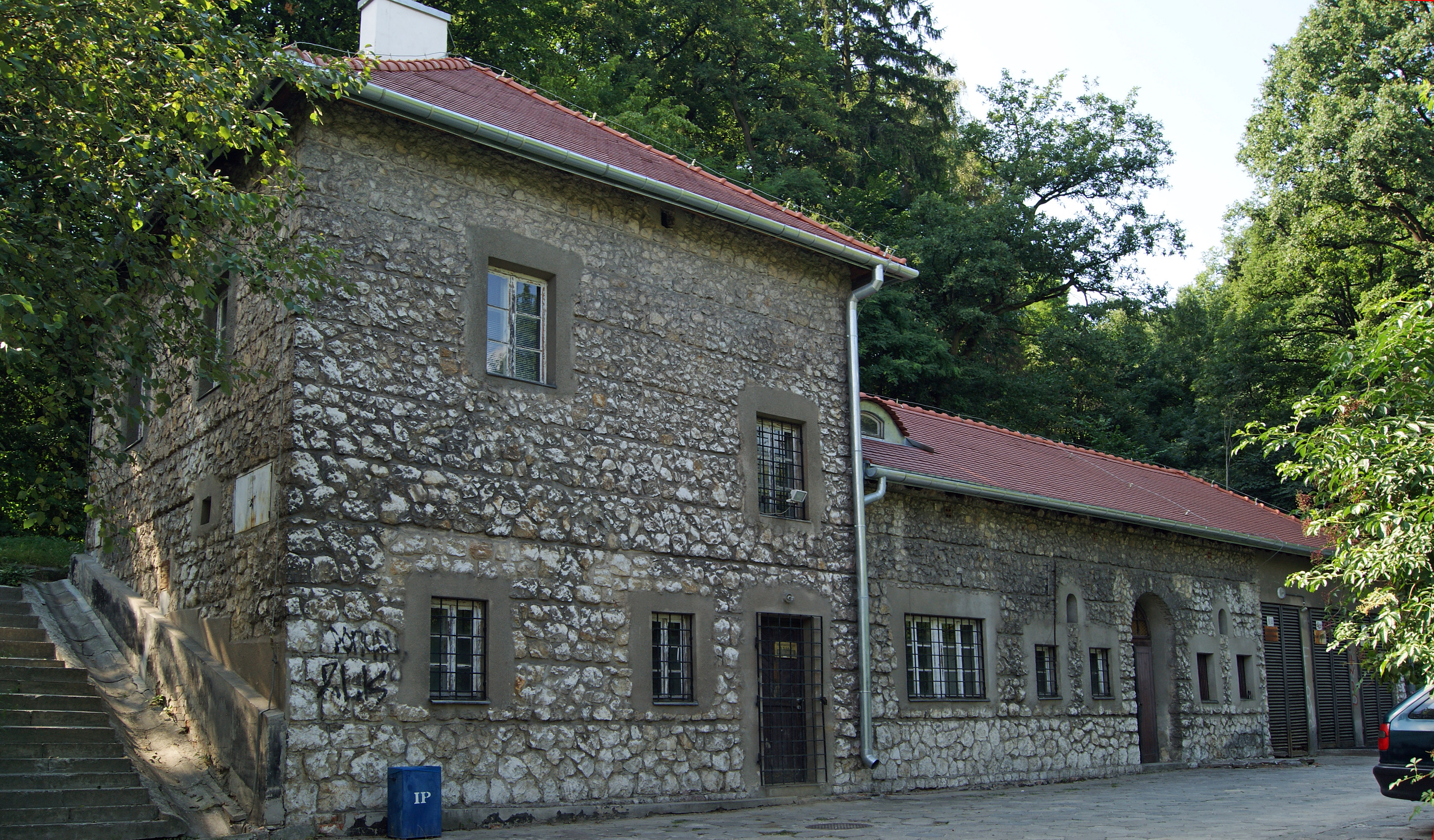
Garaże.
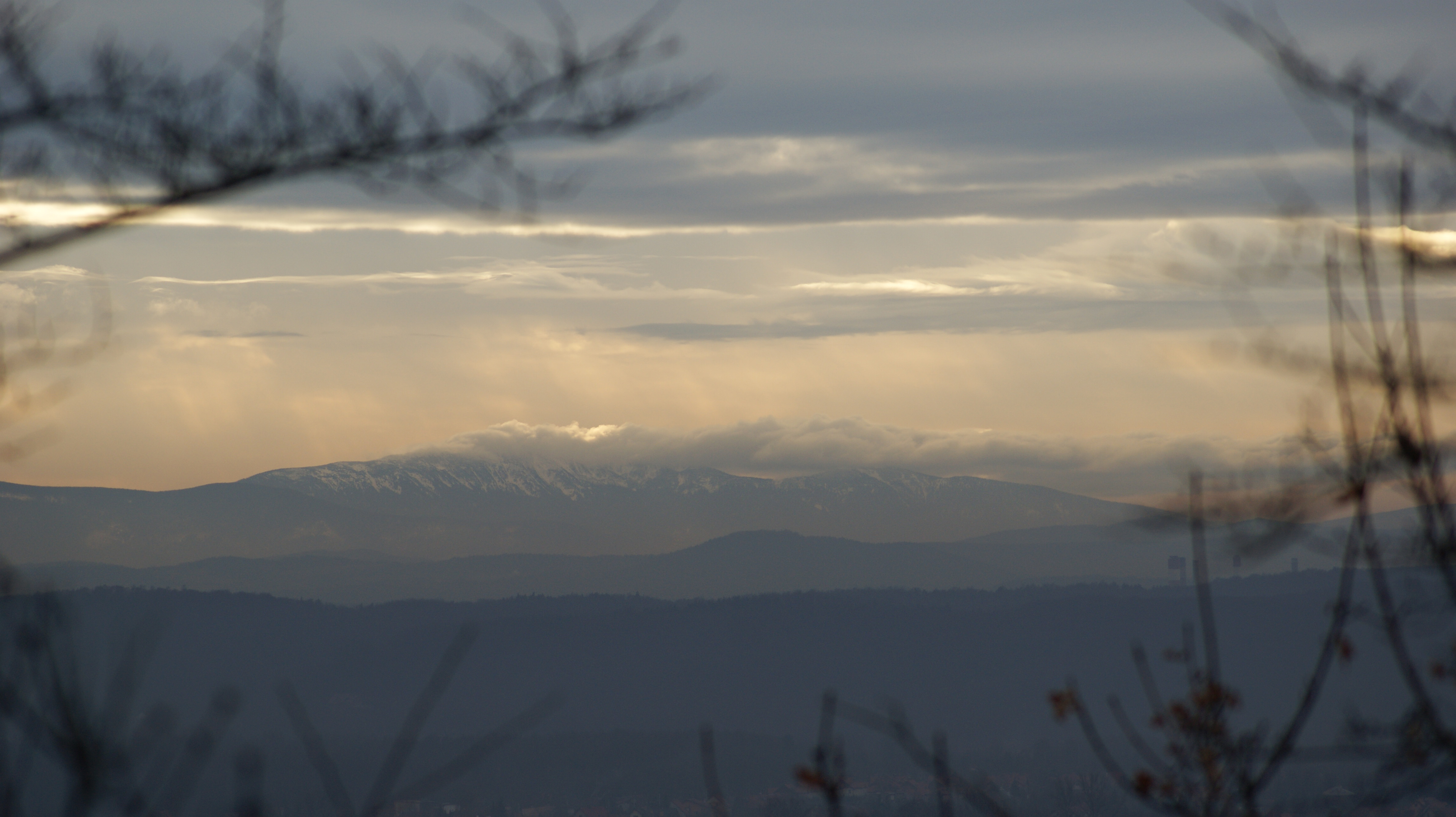
Masyw Babiej Góry widziany z tarasu willi. Po lewej, w oświetlonych chmurach – Diablak, na prawo Przełęcz Brona, dalej Cyl.